# 한미NMG개정
한미 NMG 개정은 대한민국 탄도 미사일의 탄두중량·사거리 제한에 대한 지침이자 자율 규제 선언이다. 2012년, 10월 7일에 발표한 미사일지침 개정(New Missile Guideline, NMG)에 따르면 탄두중량은 500kg, 사거리는 800km, Trade-off 방식을 적용하고 무인항공기(Unmanned Aerial Vehicle, UAV)의 탑재중량을 2.5T으로 제한하고 있었다.

## 과거 역사
1979년, 단거리 지대지 탄도 미사일인 백곰 미사일 개발 때부터 시작되었다. 1987년, 미사일 기술 통제 체제(MTCR)조약이 만들어졌으나 미국의 반대로 가입하지 못했다. 2001년, 3월 26일에 MTCR의 33번째 가입국이 되었다. (이로 인해 사거리가 기존의 180KM에서 300KM로 연장되었다.)

## 기존 MG 개정의 필요성

### 기존 MG의 주요 내용(탄도미사일, 순항미사일, 무인항공기)
- 탄도미사일의 경우, 사거리는 300km, 탄두 중량은 500kg을 초과하지 않는 것으로 명시
- 순항미사일 및 무인항공기(UAV)의 경우, 사거리는 제한이 없으나 탑재 중량은 500kg을 초과하지 않는 것으로 명시

### 이와 관련된 문제점
- 탄도미사일은 발사부터 표적지역 도달까지의 비행시간이 짧아 北의 탄도미사일 이동형 발사대(TEL Transporter Erector Launcher)에 대한 신속한 타격이 가능하나, 사거리가 300km로 제한되어 북한의 종심지역인 300km 후방에 위치한 TEL에 대해서는 타격이 불가
- 순항미사일은 사거리의 제한이 없어 300km 후방의 북 미사일 고정시설에 대해 타격은 가능하나, 비행시간이 길어 짧은 시간내 타격이 요구되는 TEL에 대한 타격은 불가
  - 800km 표적 타격까지의 시간: 탄도미사일(15분), 순항미사일(77분)
  - TEL에 대한 타격은 표적실별 후 신속하게 수행되어야 효과적
- 무인항공기는 탑재중량이 500kg으로 제한되어 있어, 전자·통신장비, 생존장비, 무장 등 작전적 요구에 따른 필요한 장비의 탑재가 제한

## 주요 개정내용

### 탄도미사일(Ballistic Missile)
- 미사일 300km → 800km로 연장
- 탄두중량은 기존 지침과 같이 500kg을 유지하되, 사거리 800km 이하에 대해서는 trade-off를 적용하여 탄두중량을 증가시키는 것이 가능
  - 예를 들면 '사거리 800km - 탄두중량 500kg'을 기준으로 할 때 사거리를 550km로 줄일 경우 탄두중량은 약 2배도 가능

### 순항미사일 (Cruise Missile)
이번개정에서는 변경내용 없음 종래의 규정이 그대로 유지
- 미사일 사거리 제한 없음(트레이드 오프 trade-off 적용)

(미사일 사거리 300KM 이하: 탄두중량 무제한 /사거리 무제한: 탄두중량 500kg 이하)

### 무인기(UAV)
- 탑재중량 500kg → 2,500kg으로 확대
- 기존 NMG에는 명시되지 않았던 '무장 탑재' 가능

### 한계점
전문가들은 민간 고체연료 로켓 개발이 허용되지 않은 점도 아쉬운 대목으로 꼽는다.
이번 협상에서는 고체연료 로켓 개발 금지 및 민군간 관련 기술 이전을 막고 있는 조항 자체가 논의되지 않았다.
이에 대해 미국 측은 고체연료 기술이 대륙간탄도미사일 개발에 전용될 수 있다는 점을 우려하고 있는 것으로 알려졌다.
이로 인해 이번 개정안이 단순히 군사적 문제에 치중하였다는 점이 이번 개정안의 한계다.

## NMG개정의 의의

### 탄도미사일 사거리가 800km로 확대된 가운데 탄두중량 제한도 사실상 해제
1. 탄도미사일은 현재 우리가 보유하고 있는 현무-Ⅱ의 탄두중량, 즉 500kg을 유지하고 사거리를 기존 300km에서 우리나라 남부지역에서도 북한 전지역을 타격할 수 있는 능력 확보
2. 이를 기준으로 trade-off를 적용할 수 있기 때문에 군사적으로 의미가 있는 사거리 550km일 경우에는 1,000kg 이상의 탄두중량을 가진 미사일도 보유가 가능
3. 北의 전술미사일 위협(사거리 120km)으로부터 충분히 벗어난 중부지역을 기준으로 할 경우에 북한의 전지역은 사거리 550km이내에 위치

선진국의 관련기술 발전추세와 우리의 기술수준이 세계 최고임을 감안시, 탄두중량 500kg 정도이면 원하는 군사적 효과를 충분하게 달성 가능
(정확도, 파괴력 등 관련기술이 우리보다 낙후된 북한도 탄두중량이 500kg~1ton 임)
→ 그러나 사거리에 따라 지금보다 2~4배 수준(사거리 550km시 약 2배, 300km시 약 4배)의 탄두중량을 보유하는 것은
1. '탄두중량 면에서 사실상 제한이 없다.'는 의미와
2. '필요시 특별한 군사적 소요를 충족할 수 있는 특수탄두도 개발 가능하다.'는 중요한 의미를 내포
3. 일반적으로 사거리가 600km 이상이면 미사일 궤도의 중간단계에서 탄두가 대기권 밖으로 나갔다가 재진입(Re-entry)하게 되므로, 탄두 재진입 기술에 대한 발전이 가능해지고, 이는 향후 첨단 군사기술 개발과 우주산업 발전 등에 긍정적으로 기여 가능
4. 시제기의 생산 및 시험을 포함한 자유로운 연구개발 활동은 계속 할 수 있기 때문에 사거리 800km 이상 미사일에 대한 기술축적도 가능

### UAV 탑재중량 2,500kg으로 확대 및 무장 능력 구비
1. 탑재중량 증가에 따라 현존 무인기 중 최고수준인 글로벌 호크(GH:Global Hawk)급 이상의 탑재능력 보유 가능
2. 또한, 정찰장비뿐만 아니라 무장능력도 갖출 수 있어 적의 지상·공중 공격으로부터 생존성을 보장받으면서 필요시 획득된 적 표적에 대해 즉각 공격도 가능하므로 전체적인 작전수행능력이 크게 향상

- 향후 기술발전에 추세를 고려시 정찰장비와 공격용 무기는 더욱 경량화, 소형화될 것이므로, 우리가 원하는 정찰능력과 공격능력을 갖추는 데는 부족함이 없음

## 향후 추진(국방부 발표)

### 우리 군은 北의 핵·미사일 위협에 완벽하게 대비하기 위해 포괄적인 노력을 집중할 것임.
- 우선, 개정된 미사일 지침에 의거 우리의 미사일 능력을 대폭 확충하면서, 실질적인 타격능력을 활보할 수 있도록 탐지(find)-식별(fix)-결심(target)-타격(engage)의 일련의 체계(Kill Chain)를 구출할 예정

※ 미사일 운용을 위한 일련의 체계(Kill Chain)는 다음과 같음
① 위성, 글로벌호크 등 ISR 자산을 이용하여 적 종심지역의 표적을 탐지(find)하고,
② 탐지된 표적에 대해서는 표적의 정확한 위치좌표를 획득(fix)한 후
③ 획득된 표적을 효과적으로 파괴할 수 있는 적정무기 선정(target)을 결심하고
④ 선정된 무기체계에 해당되는 미사일 부대에 타격명령을 하달하여 해당 미사일로 타격(engage)
- 또한, 모든 北의 미사일에 대해 발사하기 이전에 타격할 수는 없기 때문에 일부 발사되어 아측으로 향해오는 미사일에 대해서는 지상에 도달하기 전에 요격할 수 있는 "한국형 미사일 방어체계(KAMD)"를 발전시킬 것임
  - 이와 관련 우리군은 한반도의 짧은 종심과 산악지형 등 작전환경에 맞는 한국형 미사일 방어체계(KAMD)를 구축 중에 있음.(미 MD와는 별개의 체계임)

## 같이 보기
- 대한민국의 탄도 미사일 개발
- 한미 미사일 지침